# Campeonato Panamericano de Béisbol Sub-12 de 2006
El Campeonato Panamericano de Béisbol Sub-12 de 2006 con categoría Infantil AA, se disputó en Ixtapa, México del 2 al 11 de septiembre de 2006. El oro se lo llevó México por cuarta vez.

## Equipos participantes
- Aruba
- Brasil
- Ecuador
- Guatemala
- México
- Panamá
- República Dominicana
- Venezuela

## Resultados
| Posición | Selección            |
| -------- | -------------------- |
|          | México               |
|          | Venezuela            |
|          | República Dominicana |
| 4°       | Brasil               |
| 5°       | Panamá               |
| 6°       | Guatemala            |
| 7°       | Aruba                |
| 8°       | Ecuador              |